# Halictus vestitus
Halictus vestitus är en biart som beskrevs av Amédée Louis Michel Lepeletier 1841. Halictus vestitus ingår i släktet bandbin, och familjen vägbin. Inga underarter finns listade i Catalogue of Life.